# Artefakt (sociologie)

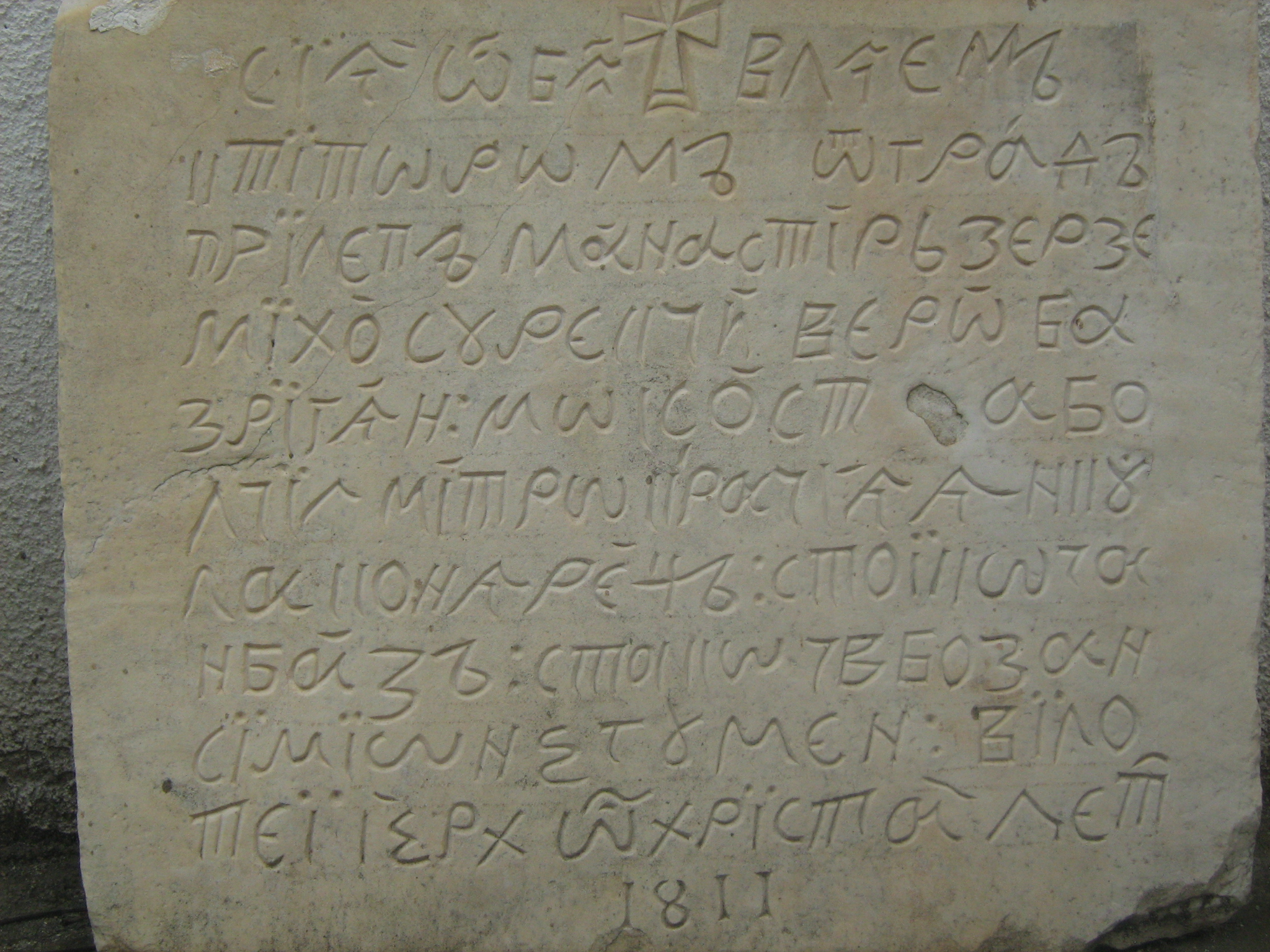
Klášter Zrze – Sveto Preobraženie

Sociální či kulturní artefakt je věc, kterou vytvořil člověk a dává nám nějakou informaci o kultuře toho, kdo jej vytvořil. Sociální artefakty, na rozdíl od archeologických artefaktů, nemusí mít fyzickou formu (mohou např. existovat pouze v lidské mysli či na internetu) ani nemusí mít historickou hodnotu (sociální artefakt může být starý několik sekund). Artefakt nachází své místo také v humanitních a společenských vědách (od antropologie a etnologie, k sociologii a ekonomii). Přestože hlavním zájmem těchto věd je člověk, kultura a společnost, jsou to právě věci, které člověka během života obklopují a jsou zároveň nositeli kulturních významů.
Studium artefaktů shrnul Bernard Blandin ve své sociologické teorii artefaktů, v rámci které vytvořil soustavu pojmů věc – předmět – nástroj.

## Artefakty obecně

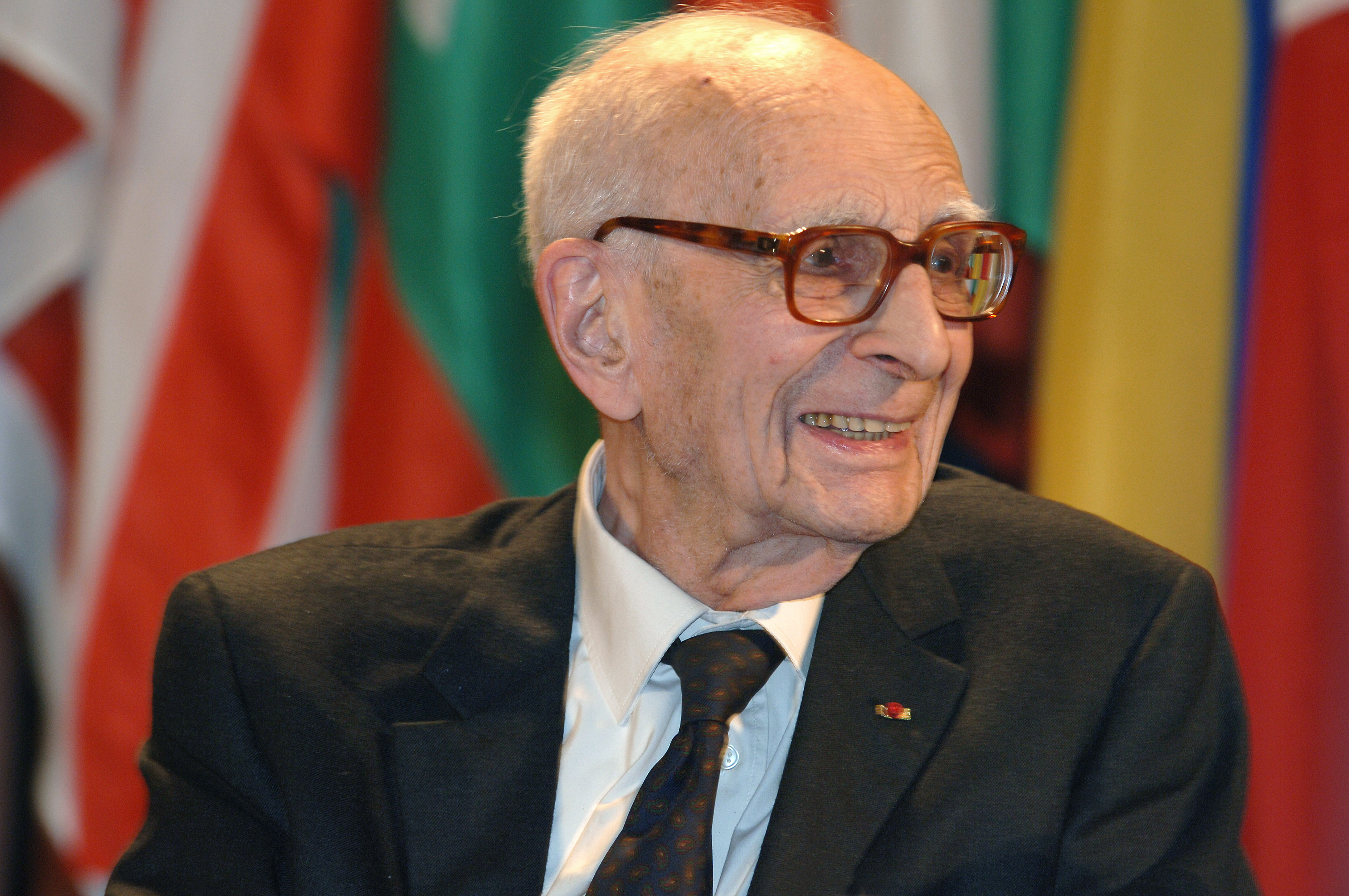
Claude Levi-Strauss

Obecně je za artefakt považován uměle vytvořený nebo modifikovaný předmět, jež byl vyroben člověkem, a to nejen člověkem moderním, ale i člověkem předmoderním. Jedná se o předmět, jež byl vytvořen v souladu s normami určité kultury. Pojem artefakt původně existoval pouze v archeologických výzkumech, kde označoval uměle vytvořené věcné kulturní objekty. Postupem času si ho ale v průběhu 20. století osvojily další obory, např. kulturní a sociální antropologie či etnografie. Problematice artefaktu v antropologii se věnoval například francouzský antropolog Claude Lévi-Strauss v díle "Cesta masek", kde se zabývá antropologickou interpretací objektů (artefaktů) domorodého výtvarného umění.
Pojem artefakt má však i jiné využití. Značí také odchylku měření, nevhodným použitím vědecké metody zjištěný zdánlivý jev, který ve skutečnosti neexistuje. Tedy zkreslení výsledků určitou technikou, kdy výsledek je dán nesprávným postupem. Jako příklad mohou sloužit tzv. EEG artefakty, kde se objevují artefakty nejen technické, ale i biologické. Například pohybové a svalové artefakty, které vyšetření zkreslují.

## Sociologická teorie artefaktů
Sociologická teorie artefaktů B. Blandina rozlišuje řadu pojmů věc – předmět – nástroj. Ta říká, že než se stane věc artefaktem, projde určitým cyklem proměny. V konečné etapě se pak stane nástrojem, který slouží k různým společenským funkcím. Jako příklad nám může posloužit kámen. Ten se nejprve objevuje svojí věcností, potom co je upraven, (například hlazením, rytím) se přemění v artefakt.
V první etapě poznávání věcí náš ovlivňují určité vlivy (pocity, afekty, kulturní souvislosti, apod.), podle kterých jsme schopni věc zařadit do kategorie (bezpečný/nebezpečný předmět). Další skupinou, jíž se sociologie také zabývá, jsou předměty, které patří do každodenní rutiny života. Ty mohou fungovat v různých rozměrech. Ty si můžeme představit na budíku. 
- Rozměr citový: „Nesnáším ten budík, co mě budí“
- Rozměr poznávací: „Kdo sestrojil ten budík u bomby?“
- Rozměr symbolický: „Budík mi připomíná hodiny u babičky“
- Rozměr funkční: „Kolik je hodin?“

### Fáze osvojení
Chvíle, kdy se věc přemění na předmět, je když ji člověk uvede do rozměru citového a poznávacího – nalezení vhodného/nevhodného kamene. V další fázi, kdy se předmět mění na nástroj, mu člověk přiděluje rozměr funkční a symbolický – kámen použiji k zabití zvířete, symbolizuje převahu člověka nad zvířetem. Ten samý předmět však může na jiném místě, v jiném čase, plnit odlišnou funkci, např. kámen napříště poslouží k zatížení papíru na pracovním stole.

### Přeměna v nástroj
Druhá etapa, nazývána také instrumentalizace, zachycuje poslední přeměnu v nástroj. Status původního předmětu se mění a stává se součástí aktivit subjektu jako nástroj. Nástroj v této podobě vstupuje do určitých vztahů, ty mohou být například: fyzické (funkce, jež může nástroj provádět), psychické (symbolika, kulturní podtext) a společenské, které navíc ještě dělíme na další formy, a to: jazykové, vlastnické (nástroj = statek, zboží), ekonomické (hodnota) a probační (norma, standard).

### Příklady artefaktů a jejich typologie
Pojem artefakt zahrnuje vše, co lze reálně vytvořit, vnímat a v posledku pojmenovat a popsat, od fyzické podoby slov a elektronických a tištěných knížek, notových záznamů a návodů k použití přes taneční nebo hudební produkci, počítače, sochy nebo malby, od parních strojů až k nanotechnologiím. Artefakt je médium, jehož prostřednictvím tvořivost nabývá reálnou podobu a tím i potenciální hodnotu. Dle tradičního vymezení objekt můžeme nazývat artefaktem jedině a pouze, pokud má svého autora. Americký filozof Marx W. Wartofsky ustanovil 3 základní typy artefaktů:
- primární artefakt, jež je používán k produkci (např. kladivo, kamera, vidlička apod.),
- sekundární artefakt, které jsou komplementární k primárním artefaktům (např. návod ke kameře),
- terciární artefakty, jež reprezentují sekundární artefakty, např. umělecký popis artefaktu.

Nejtypičtějším příkladem artefaktu jsou nástroje, které byly vytvořeny pro další účely. Tedy například zbraně, nástroje či umění.